# Миревелт, Михил Янс ван
Михил Янс ван Миревелт, также Миревелд (нидерл. Michiel Jansz van Miereveld, 1 мая 1566, Делфт, графство Голландия — 27 июня 1641, Делфт) — голландский живописец, рисовальщик и гравёр, один из самых выдающихся портретистов XVII века. Официальный портретист штатгальтера Гааги принца Вильгельма II Оранского. Его сыновья: Питер (1596—1623) и Ян (1604—1633) также были известными живописцами.

## Биография
Михил Янс ван Миревелт родился в Делфте в 1566 году в семье серебряных дел мастера и ювелира Яна Михелса ван Миревелда (1528—1612). Отец отдал сына в ученики гравёру по меди Иерониму Вириксу. Примерно с 1578 по 1581 год он был учеником живописцев Виллема Виллемса (Willem Willemz) и Огюстейна Делфтского (Augusteyn van Delft). По словам биографа Карела ван Мандера, автора «Книги о художниках» (нидерл. Het Schilder-Boeck, 1604), в восемь лет Михил умел писать лучше, чем многие его учителя.
По сообщению Арнольда Хоубракена, автора жизнеописаний «Великий театр нидерландских художников и художниц» (De Groote Schouburgh der Nederlantsche Konstschilders en Schilderessen, 1718—1721) Антонис ван Блоклант (Антони ван Монфорт) восхищался двумя ранними гравюрами Миревелта, «Христос и самаритянин», «Юдифь и Олоферн» и пригласил Михила ван Миревелта поступить в его школу в Утрехте.

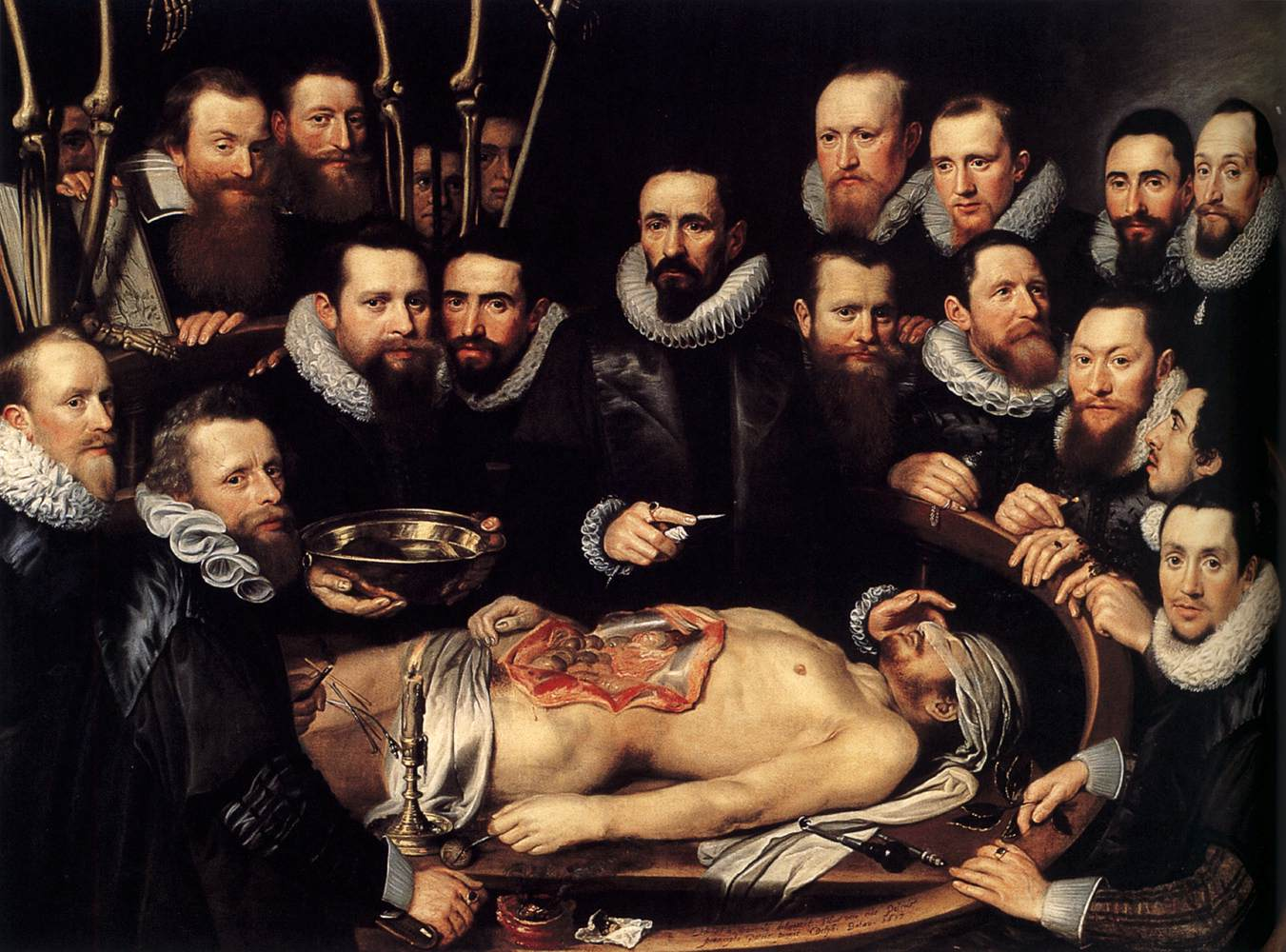
Урок анатомии Виллема ван дер Меера. Художник создал картину совместно с (он изображён единственным из студентов не анфас) по заказу гильдии хирургов города Делфт. 1617 год. Холст, масло. Музей Принсенхоф

В 1587 году он стал членом Гильдии Святого Луки в Делфте. Он был деканом гильдии в 1589—1590 и в 1611—1612 годах. В 1625 году Миревелт был зарегистрирован членом гаагской Гильдии Святого Луки. Он содержал большую художественную мастерскую. Посвятив себя сначала натюрмортам, он со временем занялся портретной живописью, в которой добился такого успеха, что множество заказов вызвали необходимость многочисленных помощников, вместе с которыми были созданы сотни официальных портретов. Сегодня художнику и его мастерской приписывают более пятисот картин. Его репутация была настолько велика, что ему покровительствовали члены королевских семей многих стран. Король Швеции и пфальцграф Нойбургский подарили ему золотые цепи; а король Карл I тщетно пытался убедить его посетить английский двор. Ван Миревелт стал придворным художником штатгальтера Гааги принца Вильгельма II Оранского и, несмотря на свою близость к анабаптистам, находился также на службе у наместника Испанских Нидерландов, эрцгерцога Альбрехта VII Австрийского, при дворе которого он жил в Делфте и который назначил ему пенсию. В 1607 году он написал портрет штатгальтера Маурица, графа Нассау. В 1617 году вместе с сыном Питером создал картину «Урок анатомии Виллема ван дер Меера». В 1625 году принц Фредерик Хендрик Оранский назначил его придворным художником.
Миревелт был женат дважды, в 1589 и 1632 годах. Первый раз художник женился на Кристине ван дер Пас, в этом браке он имел восемь детей, в том числе двух дочерей (старшая, Гертруда, была замужем за художником Якобом Виллемсом Делфтом), сыновей Питера (1596—1623) и Яна (1604—1633), также ставших живописцами. Многие написанные ими картины приписывались в истории искусства Миревелту Старшему. Его первая жена серьёзно заболела и умерла в 1628 году. В 1629 году он жил в Де Гекрунде Нетельдок на Гроте Маркт, 27. Позже он переехал в Ауде Делфт, 71. Его второй брак остался бездетным.

## Творчество
Михил Янс ван Миревелт написал огромное количество портретов, многие из которых сделаны довольно механически, вероятно, из-за работы помощников его мастерской. Немецкий художник и историк искусства Иоахим фон Зандрарт предполагал, что художник создал десять тысяч картин. Это означает, что каждую неделю из его мастерской выходили три или четыре картины. Арнольд Хоубракен, напротив, оценил количество портретов в пять тысяч. Более поздние авторы оценивали наследие художника в несколько тысяч картин. Сохранилось 629 портретов.
Художник писал также картины на исторические и мифологические сюжеты. Многие из его живописных портретов были воспроизведены ведущими голландскими гравёрами того времени. Его произведения стали широко известны благодаря репродукционным гравюрам его зятя Виллема Якобса Делффа. Примерно до 1620 года художник подписывал свои картины «M. Mierevelt», затем «M. Miereveld».
Выдающийся знаток истории живописи А. Н. Бенуа в своём знаменитом «Путеводителе по картинной галерее Императорского Эрмитажа» (1910) писал:

Миревелт открывает собой ряд типичных голландских портретистов. Это было время, когда в войнах за независимость и в заведовании делами сформировавшихся штатов выдвинулась масса новых лиц. В то же время корпоративный гонор бюргеров, зародившийся ещё во времена средневековой борьбы городских сословий с феодалами, вырос до чрезвычайности… Гордые своими победами, они были одержимы какой-то страстью к самоувековечиванию… Миревелт… был главным портретистом первого поколения «освобождённых голландцев»… В его портретах исчезло показное начало. Несмотря на нарядные праздничные костюмы, в которых бюргеры, принцы, воины и дамы ему позировали, его произведения — сама простота, сама трезвость 
Сотрудник санкт-петербургского Эрмитажа Ю. И. Кузнецов писал, что Миревелт обычно «не шёл дальше передачи внешнего сходства» и был склонен к «некоторой идеализации». В Эрмитаже имеется три портрета работы Михила Янса ван Миревелта.
Миревелт имел много учеников, среди которых был Антони Паламедес, Хендрик Корнелис ван Влит и Даниэль Мейтенс. Последователем Миревелта был Ян ван Равестейн. В дальнейшем искусство живописного портрета было поднято на высочайший уровень Франсом Халсом и художниками его круга.
Портрет Миревелта был написан Антонисом Ван Дейком и гравирован Якобом Делффом.

## Портретная галерея Михила Янса ван Миревелта

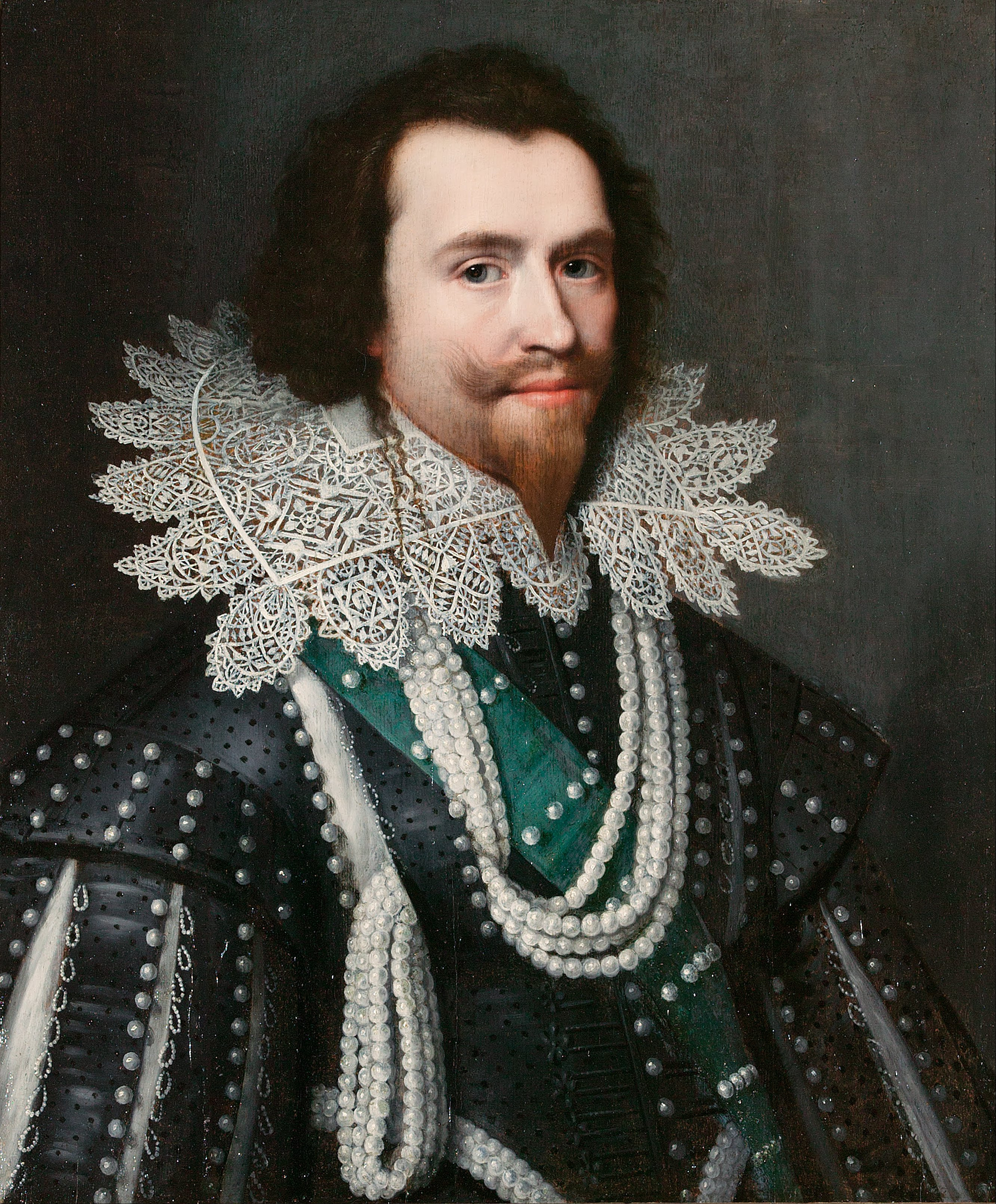
Джордж Виллерс, герцог Букингемский. 1625—1626. Дерево, масло. Художественная галерея Южной Австралии, Аделаида
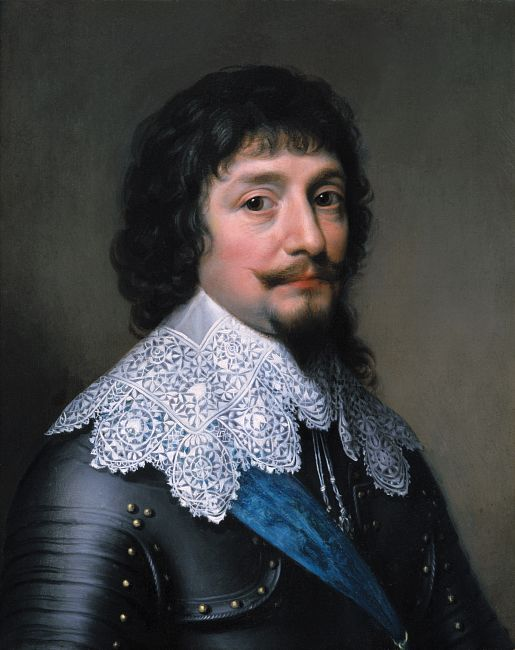
Портрет курфюрста Фридриха V Пфальцского. Между 1628 и 1632. Холст, масло. Частное собрание, Гаага
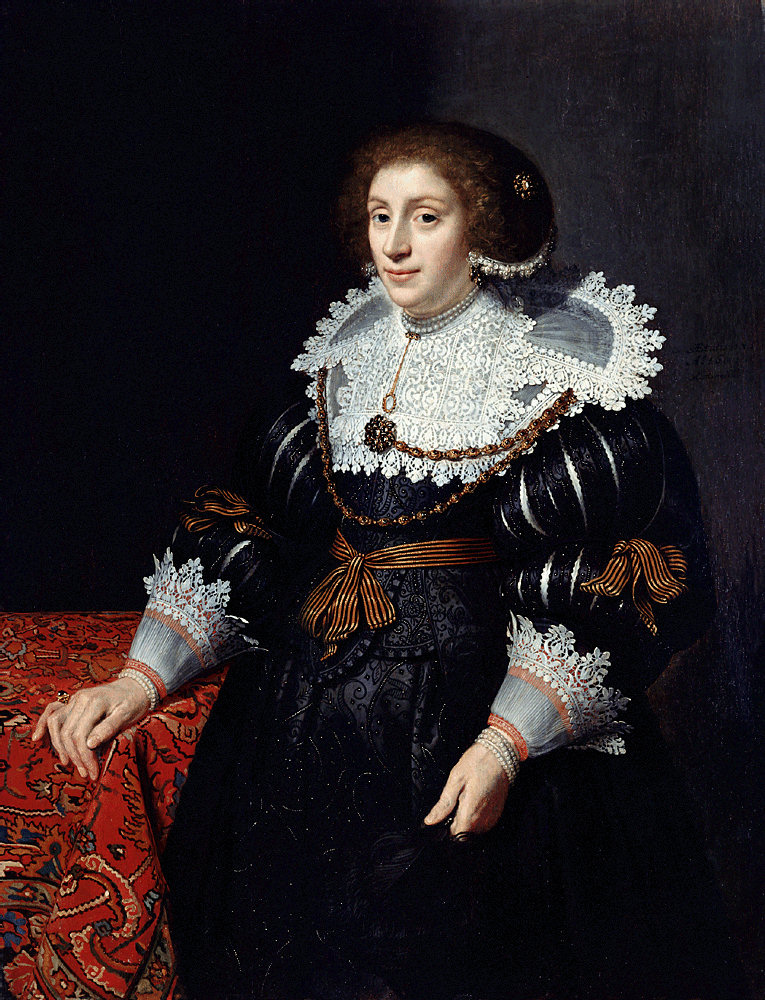
Портрет дамы. Дерево, масло. 1631. Музей изобразительных искусств, Лион
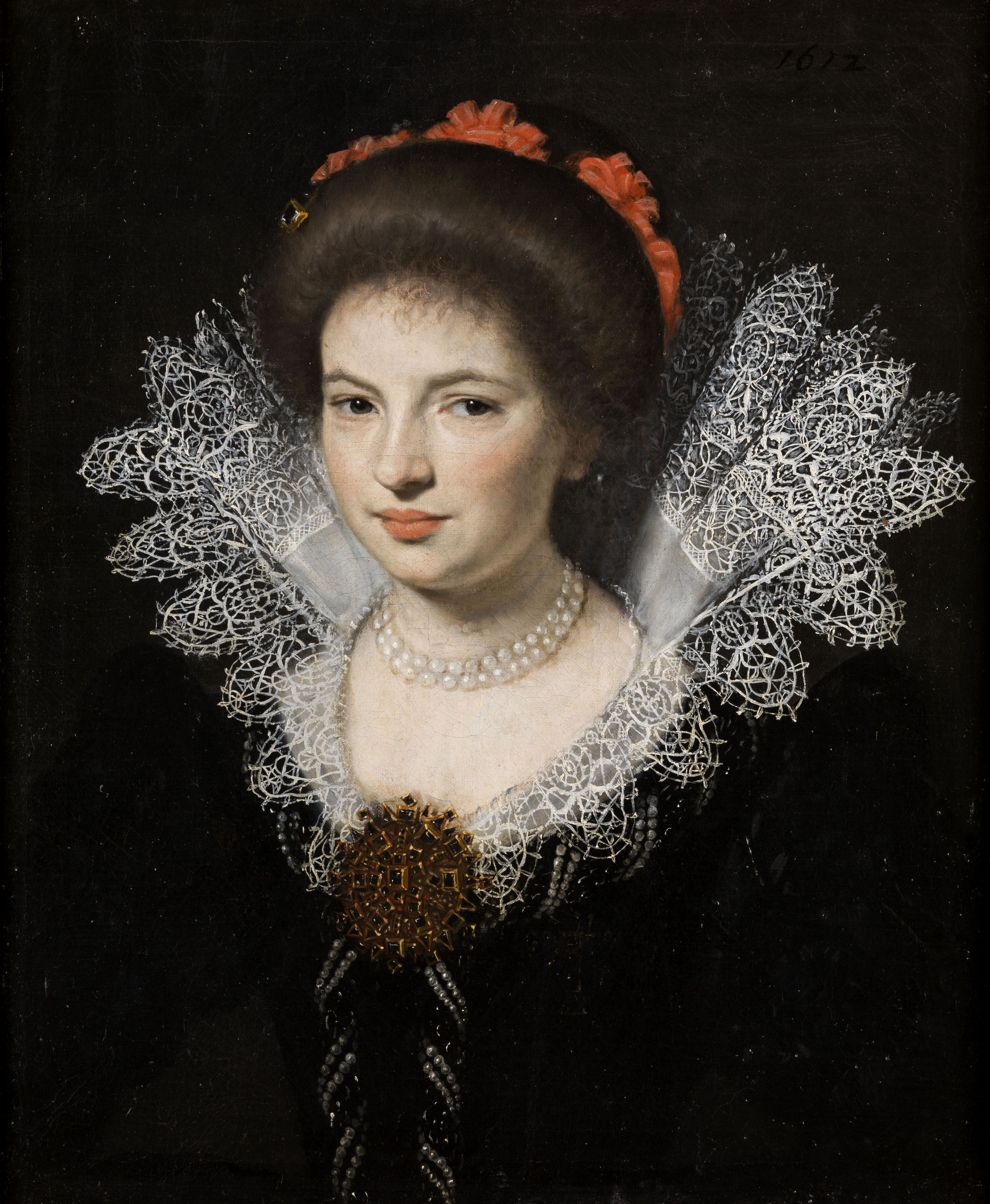
Портрет молодой женщины в чёрном. 1612. Холст, масло. Частное собрание
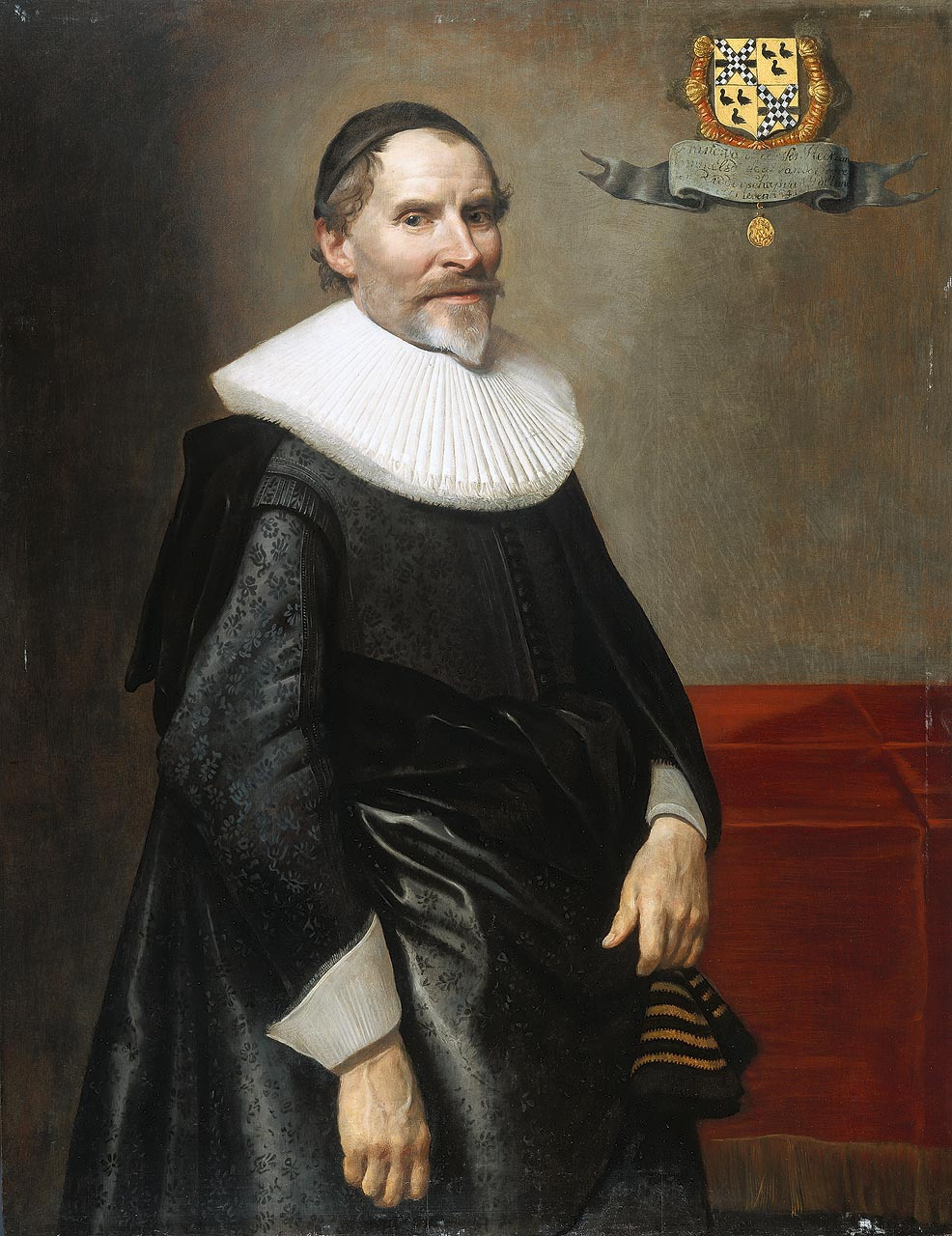
Портрет Франсуа ван Эрсена. 1636. Дерево, масло. Рейксмюсеум, Амстердам
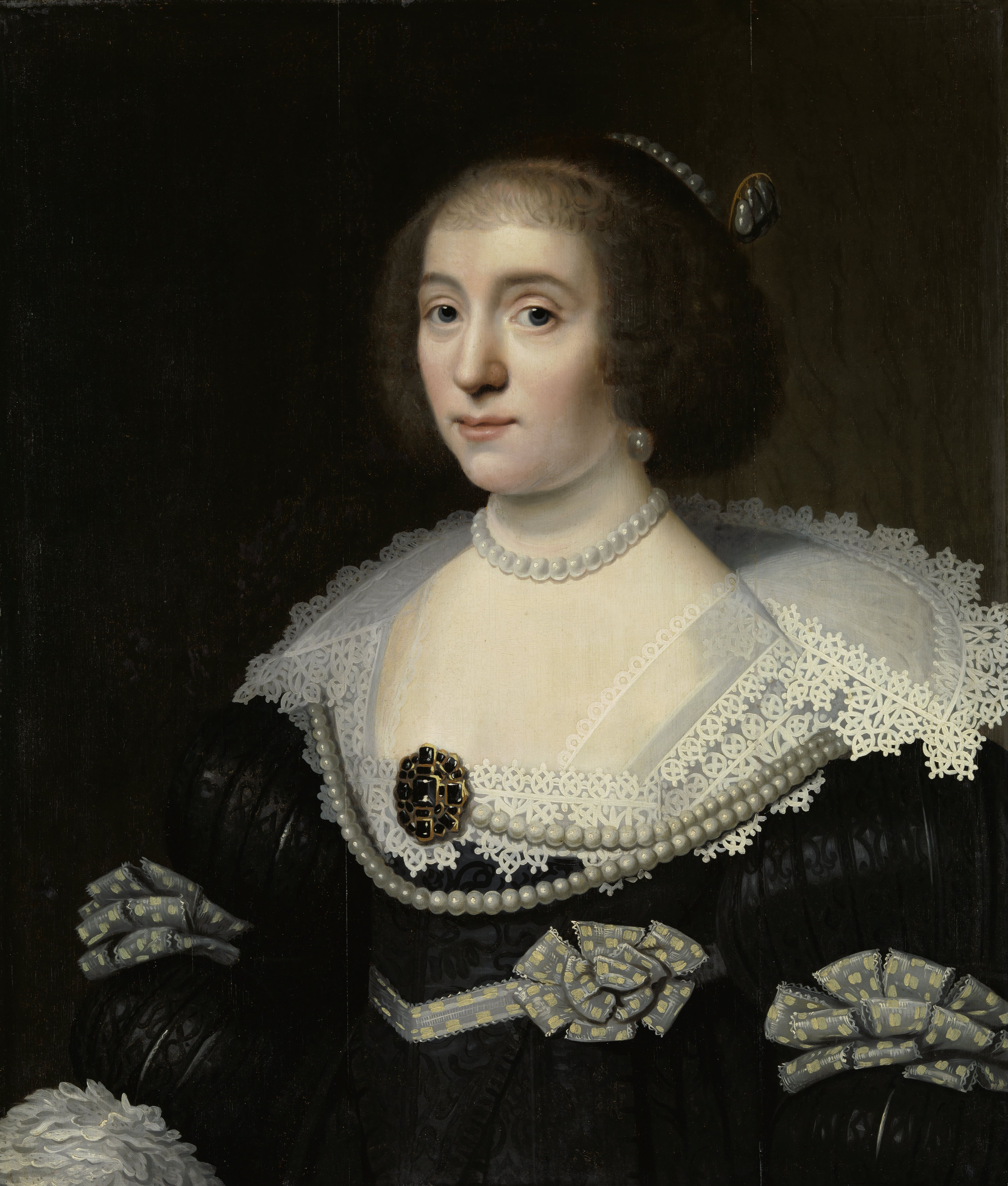
Портрет Амалии ван Солмс. Между 1632 и 1641. Дерево, масло. Рейксмюсеум, Амстердам
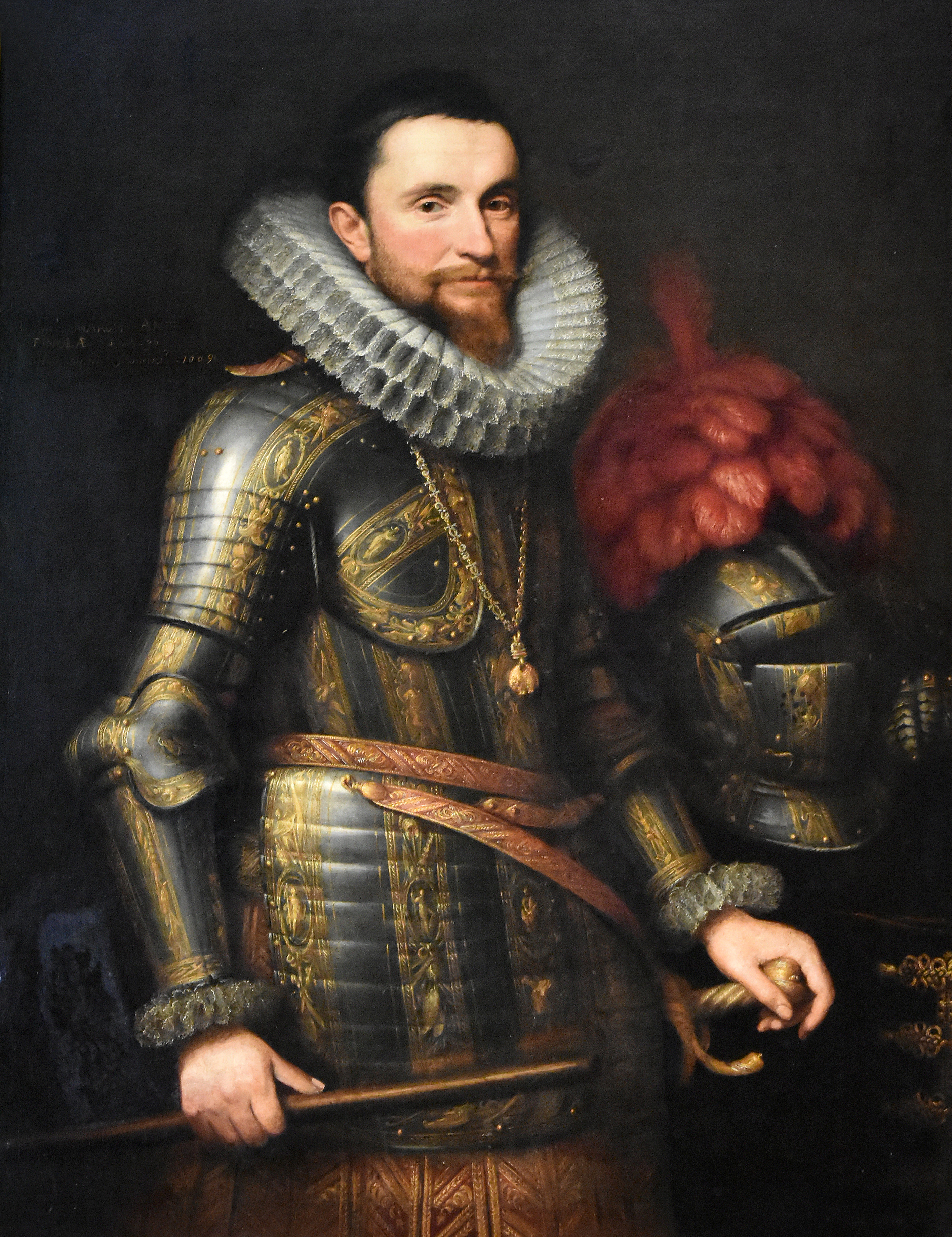
Портрет Амброджо Спинола. 1609. Холст, масло. Рейксмюсеум, Амстердам
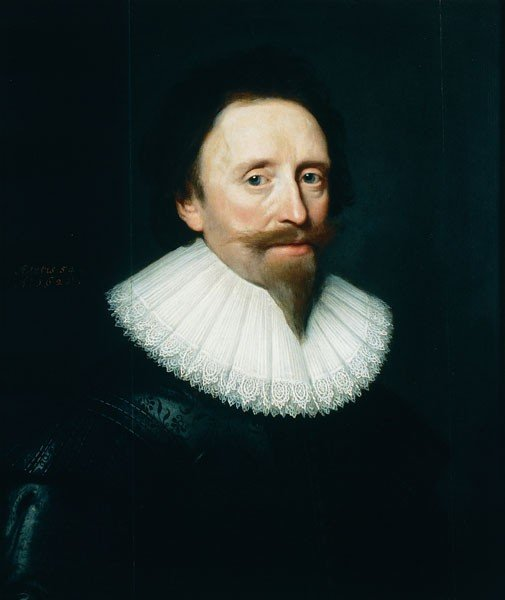
Сэр Дадли Карлтон. 1628. Холст, масло. Музей Ашмола, Оксфорд, Великобритания
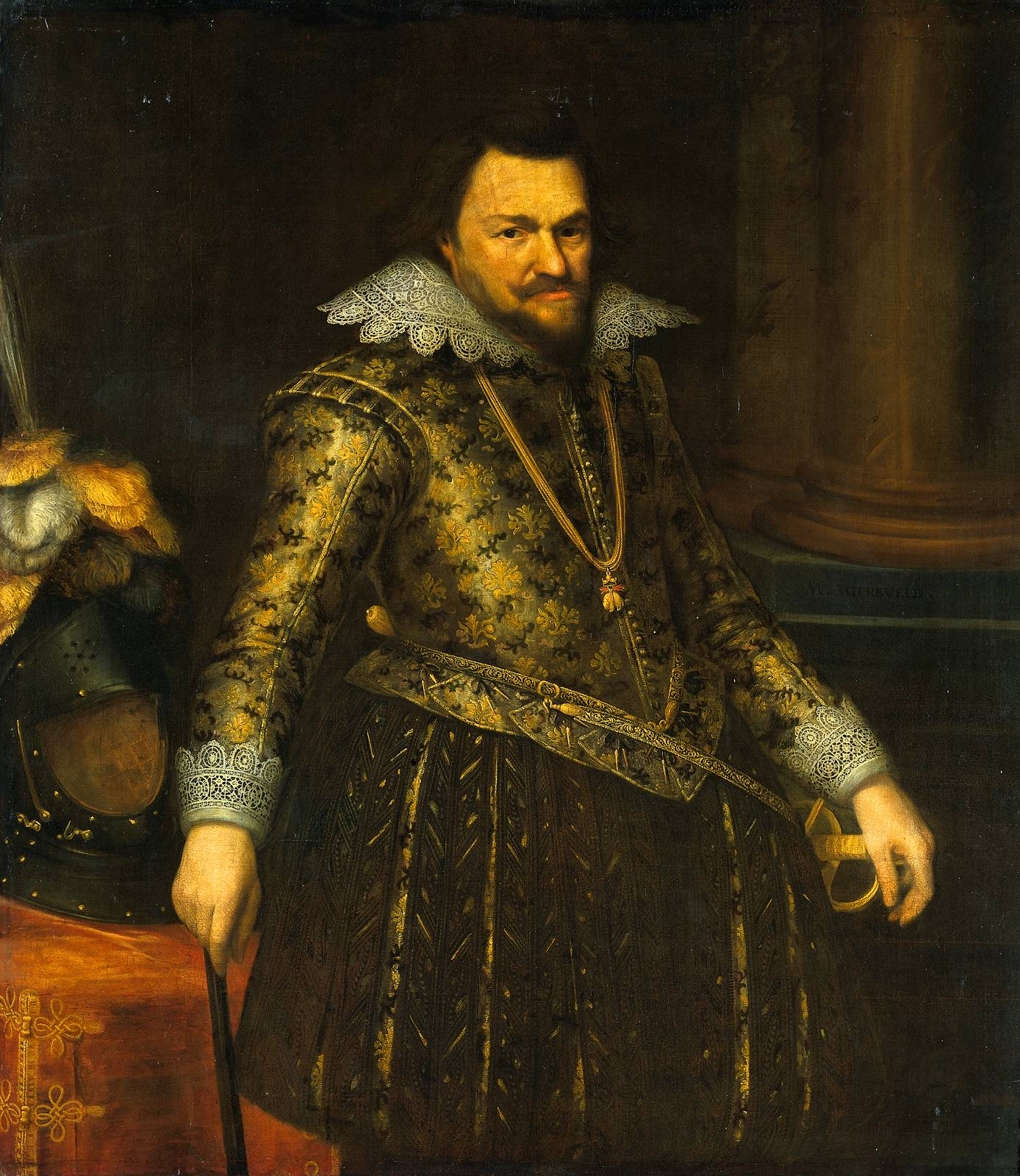
Филипс Виллем, принц Оранский. 1608. Холст, масло. Рейксмюсеум, Амстердам